# Bramble Cay
Bramble Cay, auch Naizab Kaur, Massaramcoer oder Baramaki genannt, liegt an der nordöstlichen Ecke der Torres-Strait-Inseln (Queensland) und gleichzeitig am nordwestlichen Ende des Great Barrier Reef und weist den nördlichsten Punkt Australiens auf.
Die Insel ist nach dem Schiff HMS Bramble benannt.

## Geographie
Die Sandinsel erstreckt sich 425 Meter Ost-West und ist 240 Meter breit, bei einer Fläche von vier Hektar. Das umgebende Korallenriff erstreckt sich über eine Fläche von 1,92 km² vor allem im Osten der Insel, bis etwa 1300 Meter östlich. Etwa die Hälfte der Fläche im Innern ist mit Gras bewachsen. Bramble Cay Light, ein Leuchtturm, befindet sich auf der Insel.
Etwa fünf Kilometer südwestlich sind die nur einen Meter aus dem Wasser ragenden Black Rocks, auch Rebes genannt. Drei Kilometer nordöstlich ist auf verschiedenen Karten das Nautilus-Riff eingezeichnet, dessen Existenz jedoch fragwürdig ist.
Bramble Cay und die benachbarten Riffe und Felsen werden von den anderen Riffen und Inseln weiter südlich durch den Bligh Channel (Bligh Entrance) getrennt. Im Norden trennt sie der Great North East Channel von der Insel Parama Island vor der Küste Papua-Neuguineas.
Die nächstgelegene Insel ist die unbewohnte Underdown Islet rund 40 Kilometer südlich. Parama Island, das bereits zu Papua-Neuguinea gehört, liegt 48 km WNW. Die Stadt Daru, Hauptstadt der Western Province von Papua-Neuguinea, liegt rund 70 km westlich von Bramble Cay.

## Verwaltung und Tradition
Verwaltungsmäßig gehört Bramble Cay zur Torres Shire, speziell zur Region der Eastern Islands. Traditionell befindet sich Bramble Cay im Besitz der Bewohner von Darnley Island, der nächstgelegenen Insel 45 km südsüdwestlich. Die Darnley-Insulaner sammeln auf Bramble Cay während der Brutsaison Schildkröten- und Vogeleier und erlauben dies auch Bewohnern der Nachbarinseln der Eastern Islands, Stephens Island und Murray Island. Die Besitzer von Darnley Island und damit auch Bramble Cay sind Meuram (Meaurem), einer der acht Stämme von Murray Island, der an der Nordküste von Murray Island siedelt.
Bramble Cay gehört zur Parish of Umaga, einem Katastralbezirk der untersten Ebene, zu dem auch Darnley Island, die Black Rocks, Anchor Cay und East Cay gehören.

## Fauna
Die Insel ist eine Brutstelle der Suppenschildkröte. Das Meer ist reich an Algen, deshalb kommen Fische wie Unicornfish, Lippfisch und Trompetenfisch in der Umgebung vor.

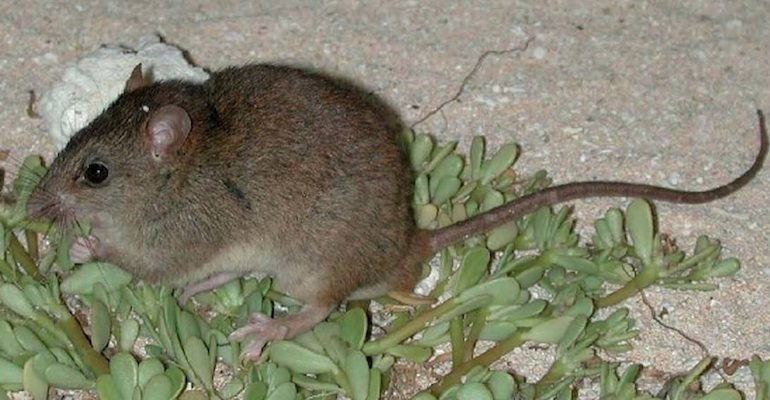
Bramble-Cay-Mosaikschwanzratte Melomys rubicola (2001)

Die Insel war Heimat der endemischen Bramble-Cay-Mosaikschwanzratte. Diese gilt seit 2016 als auf der Insel und damit wahrscheinlich auch weltweit ausgestorben, nachdem die Vegetation und Pflanzenvielfalt auf Bramble-Cay bis 2014, wahrscheinlich infolge von häufigeren Überschwemmungen der nur bis zu 3 m hohen Insel, dramatisch zurückgegangen war. Der Klimawandel, der in der Torres-Straße zu einem besonders hohen Meeresspiegelanstieg von mehr als 6 mm pro Jahr seit 1993 und veränderten Wetterverhältnissen, etwa verstärkter zyklonischer Aktivität, geführt hat, war wahrscheinlich ein maßgeblicher Grund für den Vegetationsverlust. Mitarbeiter des Queensland Department of Environment and Heritage Protection vermuten, dass es sich hiermit um die erste bekannte Säugetierart handeln könnte, die maßgeblich durch den Klimawandel ausgestorben ist.
Möglicherweise leben enge Verwandte der jetzt ausgestorbenen Ratte am Flussufer des Fly in Papua-Neuguinea.